# Mühlbach (Neckar, Schwenningen)
Der Mühlbach ist ein rechter Nebenfluss des oberen Neckars im baden-württembergischen Schwarzwald-Baar-Kreis.

## Geographie

### Verlauf
Der Mühlbach entsteht nördlich von Tuningen aus zwei Quellen, von denen die am weitesten von der Mündung entfernte der Kälberbrunnen ist. Dieser fließt dem wasserreicheren, jedoch kürzeren Störzengraben südwestlich des Wohnplatzes Lochenrain zu. Der Störzengraben nimmt zunächst von links den Teufelslochgraben und kurz darauf von rechts den Singgraben auf. Ab hier wird der Bach Mühlbach genannt. Der Bach fließt teilweise verdolt durch den Stadtteil Mühlhausen, wo ihm von links der Haargartengraben und der Guckenbühlgraben zufließen. Nachdem er die Ortslage verlässt, wendet er sich in einem weiten Bogen nach Norden und nimmt wiederum von links den Tiergartengraben auf. Er unterquert die Bundesstraße 27 und die Alemannenbahn und mündet gegenüber dem Flugplatz Schwenningen auf einer Höhe von 660 m ü. NHN in den Neckar. Vor der Unterquerung der Bundesstraße zweigt von ihm der Brandgraben ab, der als Nebengerinne ebenfalls dem Neckar zufließt.
Der ungefähr 5,1 km lange Lauf des Mühlbachs endet ca. 112 Höhenmeter unterhalb seines Quellgebiets, er hat somit ein mittleres Sohlgefälle von etwa 22 ‰. Seine Länge ist nur 700 m kürzer als die des aufnehmenden Neckars.

### Einzugsgebiet
Das Einzugsgebiet des Mühlbachs ist 9,1 km² groß, mitsamt dem seines Abzweigs Brandgraben 9,6 km². Es umfasst einen Großteil der Hochebene zwischen Tuningen, Weigheim und Mühlhausen, in die sich der Bach bis zu 100 m tief eingegraben hat. Der höchste Punkt liegt auf 796 m ü. NHN auf dem Hinterbühl im Südwesten. Im Norden und Osten grenzen die Einzugsgebiete des Neckars und seines Zuflusses Weigheimer Bach an. Im Süden verläuft die europäische Hauptwasserscheide zwischen Rhein und Nordsee diesseits und Donau und Schwarzem Meer jenseits, die angrenzenden Einzugsgebiete des Schönbachs,  der Kötach und der Stillen Musel entwässern zur fernen Donau.

### Zuflüsse und Abzweige
Liste der direkten Zuflüsse und Abzweige von der Quelle zur Mündung. Gewässerlänge, Einzugsgebiet und Höhe nach den entsprechenden Layern auf der Onlinekarte der LUBW. Andere Quellen für die Angaben sind vermerkt.
- Teufelslochgraben, von links und Westsüdwesten nach  Tuningen-Lochenrain, 1,0 km und 2,1 km²
- Singgraben, von rechts und Osten vor Villingen-Schwenningen-Mühlhausen, 1,5 km und 1,7 km²
- Haargartengraben, von links und Südwesten am Anfang von Mühlhausen, 0,6 km und 0,5 km²
- Guckenbühlgraben, von links und Südwesten in Mühlhausen, 0,7 km und 0,5 km²
- Tiergartengraben, von links und Südwesten nahe Villingen-Schwenningen-Roter Berg, 1,6 km und 0,6 km²
- → (Abzweig des Brandgrabens), nach rechts und Nordosten unmittelbar vor der B 27, 1,0 km und 0,5 km². Mündet im Walddistrikt Schopfelen auf etwa 655 m ü. NHN unmittelbar nach dem Flugplatz Schwenningen ebenfalls in den Neckar.

## Schutzgebiete
Der Mühlbach fließt durch das Naturschutzgebiet Mühlhauser Halde, welches zugleich Teil des FFH-Gebiets Baar, Eschach und Südostschwarzwald ist. Außerdem liegt das gesamte Mühlbachtal sowie ein Großteil seines Einzugsgebiets im Vogelschutzgebiet Baar.

### LUBW
Amtliche Online-Gewässerkarte mit passendem Ausschnitt und den hier benutzten Layern: Lauf und Einzugsgebiet des Mühlbachs

Allgemeiner Einstieg ohne Voreinstellungen und Layer: Daten- und Kartendienst der Landesanstalt für Umwelt Baden-Württemberg (LUBW) (Hinweise)
1. 1 2  Höhe ermittelt über WPS-Prozess (Geländehöhe).
2. 1 2  Länge nach dem Layer Gewässernetz (AWGN).
3. 1 2  Einzugsgebiet aufsummiert aus den Teileinzugsgebieten nach dem Layer Basiseinzugsgebiet (AWGN).
4. ↑  Einzugsgebiet nach dem Layer Basiseinzugsgebiet (AWGN).
5. ↑  Höhe nach dem Höhenlinienbild auf dem Hintergrundlayer Topographische Karte.

### Andere Belege
1. ↑  Friedrich Huttenlocher: Geographische Landesaufnahme: Die naturräumlichen Einheiten auf Blatt 178 Sigmaringen. Bundesanstalt für Landeskunde, Bad Godesberg 1959. → Online-Karte (PDF; 4,3 MB)
2. ↑  Modellierte Werte nach Abfluss-BW Gewässerknoten MQ/MNQ